# Vườn cây trái ra hoa
Vườn cây trái ra hoa là một loạt tranh mà họa sĩ người Hà Lan Vincent van Gogh vẽ tại Arles, miền nam nước Pháp vào mùa xuân năm 1888. Van Gogh đến Arles vào tháng 2 năm 1888 khi trời đang bão tuyết; nhưng rồi trong vòng hai tuần thì thời tiết thay đổi và các cây ăn quả trổ hoa. Say mê trước biểu tượng của sự tái sinh, Van Gogh đã vẽ với sự lạc quan và nhiệt tình với khoảng mười bốn bức tranh về các cây hoa vào đầu mùa xuân. Ông cũng vẽ những bức tranh về cây trổ hoa ở Saint-Rémy vào năm sau, vào năm 1889.
Cây trổ hoa có ý nghĩa đặc biệt với Van Gogh; chúng đại diện cho sự thức tỉnh và hy vọng. Ông rất thích chúng về mặt thẩm mỹ và tìm thấy niềm vui trong việc vẽ những cây hoa này. Những bức tranh 'cây cối và cây ăn quả trổ hoa' mà ông đã vẽ phản ánh những ảnh hưởng từ tranh khắc gỗ Nhật Bản, trường phái Ấn tượng và trường phái chấm điểm (Divisionism).

## Bộ ba tranh cây trổ hoa
Van Gogh có thể đã hình dung ra một số bộ ba tranh của ông về vườn cây ăn trái và cây hoa. Tuy nhiên, chỉ có còn một bộ ba tranh được ghi lại và một bộ ba nữa mà Vincent hình dung và phác thảo cho căn hộ của Theo. Johanna van Gogh-Bonger trưng bày chúng trong căn hộ theo bản phác thảo của Van Gogh, Cây đào hồng được treo thẳng giữa hai bức Vườn cây ra hoa hồng và Vườn cây ra hoa trắng.

### Vườn cây ra hoa hồng
Ở Paris, Van Gogh đã học được cách vẽ không chỉ cái ta thấy, mà phải là nó nên là gì. Ông cảm thấy Vườn cây ra hoa hồng là một ví dụ về sử dụng kỹ thuật đó thật tuyệt vời, chẳng hạn như ông để khoảng trống phía sau vườn cây ăn trái để tạo ra cảm giác về khoảng cách. Cách mà ông vạch nên vỏ cây cho thấy ảnh hưởng của các tranh in Nhật Bản mà ông rất ngưỡng mộ. Sử dụng kỹ thuật của trường phái Ấn tượng để đặt màu sắc cạnh nhau, Van Gogh tạo ra các chấm ngắn hoặc nét vẽ màu sắc để thể hiện cỏ. Trên đỉnh của cây, ông sử dụng những nét vẽ cứng nhắc hơn, dày (impasto) hơn để thể hiện những bông hoa đầy màu sắc. Vincent đã bảo Theo "cạo bớt" một số impasto trong bức tranh này. Rõ ràng là ông đã không chỉnh lại nét, một quá trình áp lực và cần nhiều nhiệt để làm phẳng bề mặt, vì các cạnh sắc nhọn của những vết sơn impasto dày vẫn còn trên vải.

### Cây đào hồng
Trong Cây đào hồng, trung tâm của bộ ba tranh, màu hồng tươi sáng trong bức tranh đã phai theo thời gian và trông giống màu trắng hơn màu hồng ở thời điểm hiện tại.

Van Gogh đã viết về cách tiếp cận của ông, có lẽ là do những khó khăn khi vẽ bức tranh trong gió sương mù, và sử dụng màu sắc trong bức tranh Cây đào hồng:
"Hiện tại anh đang bị choáng ngợp trước những cây ăn quả, cây đào màu hồng, cây lê màu vàng-trắng. Những nét cọ của anh giờ không có hệ thống nào cả. Anh chạm vào vải với những nét không đều của bút, và anh vẫn giữ nguyên như vậy. Có những chỗ thì có lớp màu dày, có những chỗ thì không được tô màu, ở đây và ở kia có những phần hoàn toàn chưa hoàn thành, lặp lại, nguyên thủy… Làm việc trực tiếp ngay tại chỗ, anh cố gắng nắm bắt những gì là tinh túy trong bản vẽ - sau đó anh lắp vào các khoảng trống được bao quanh bởi các đường nét - hoặc được thể hiện hay không, nhưng trong bất kỳ trường hợp nào - với các tông màu cũng được đơn giản hóa, theo đó anh vậy có nghĩa là tất cả những gì sẽ là đất sẽ có cùng tông màu tím, toàn bộ bầu trời sẽ có một màu xanh,  cây cối thì sẽ có màu xanh lục-xanh dương hoặc xanh lục-vàng, có lẽ là các màu xanh-vàng nhiều hơn trong trường hợp này. "

### Vườn cây ra hoa trắng
Tiếp tục với những bức tranh của ông về vườn cây ăn quả, Van Gogh đã viết, "Hiện giờ thì anh đang vẽ một số cây mận, màu trắng vàng, với vô số các cành đen."  Hai ngày sau ông viết khi nói về cùng một bức tranh, "Buổi sáng hôm nay anh đang vẽ một vườn cây mận nở rộ; tất cả cùng một lúc khi một cơn gió dữ dội nổi lên, chúng tạo một hiệu ứng mà anh không thể thấy không nơi nào khác ngoài nơi đây. Rồi anh nghỉ một lúc. Bạn của anh, Dane đến tham gia cùng anh, và anh tiếp tục vẽ toàn bộ cảnh quan trên mặt đất  - đó là một hiệu ứng màu trắng với một lượng lớn màu vàng trong đó, và màu xanh và màu hoa cà, bầu trời trắng và xanh. "

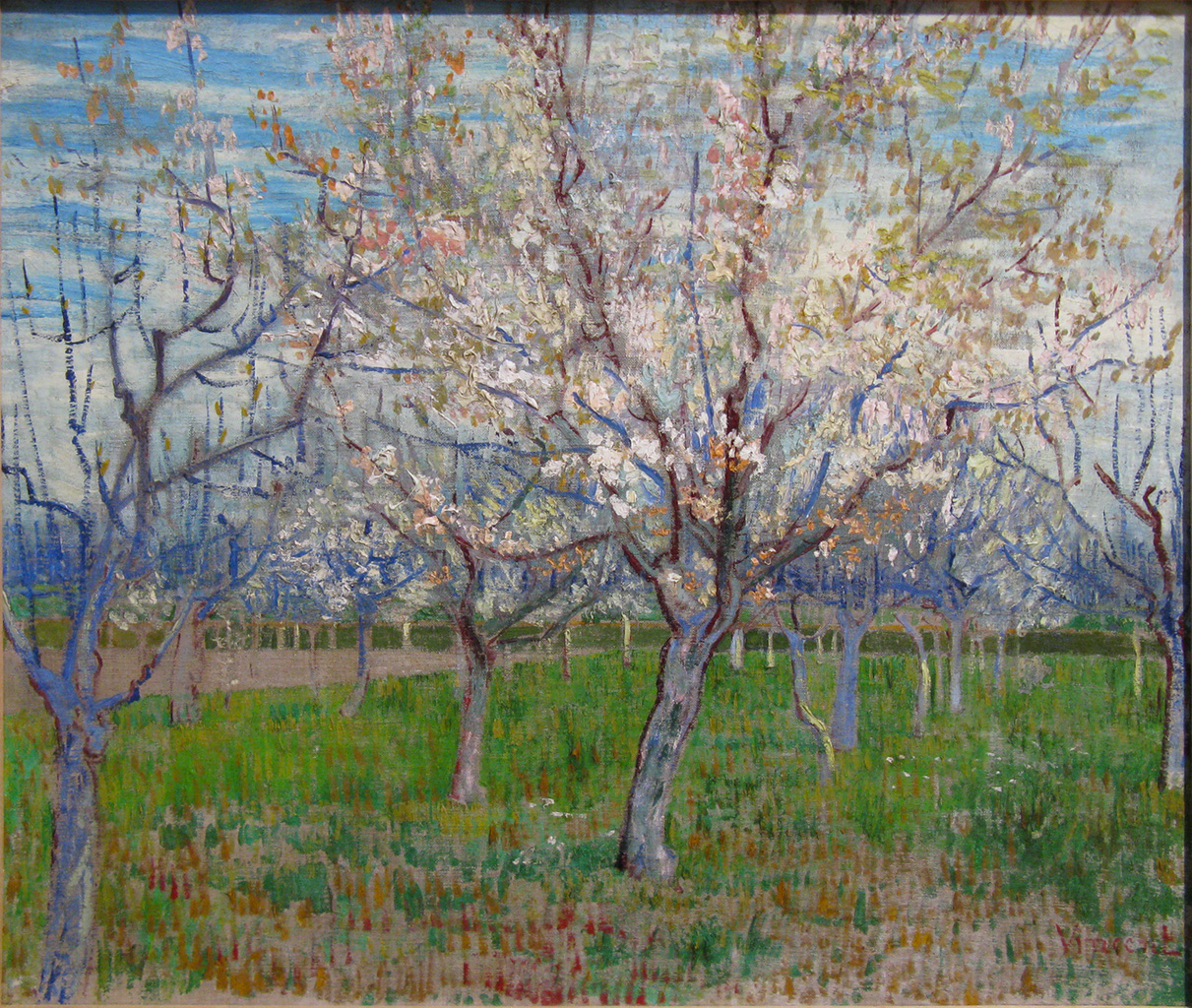
Vườn cây ra hoa hồng hay Vườn mơ nở, Tháng 3 năm 1888, Bảo tàng Van Gogh, Amsterdam (F555).
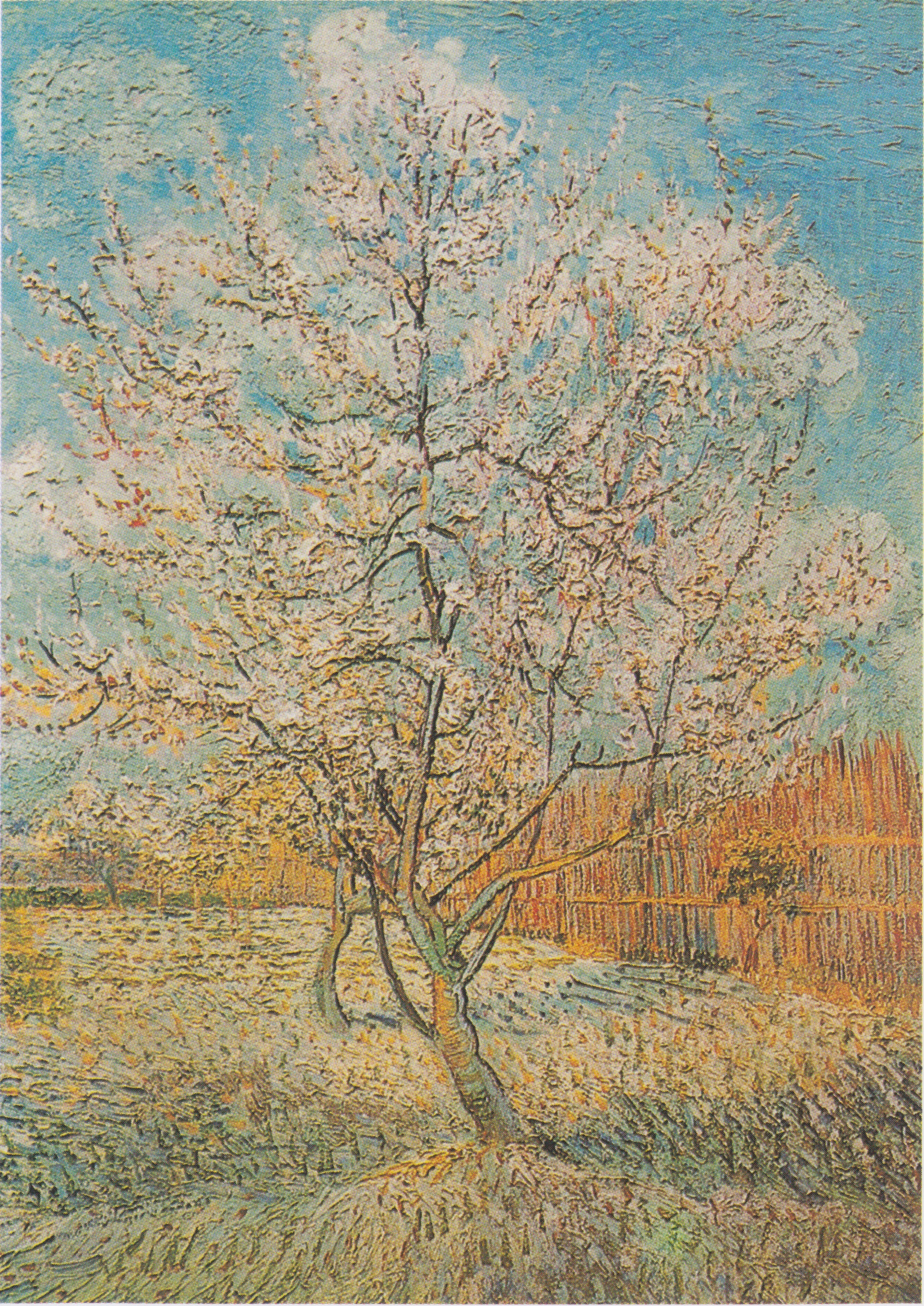
Cây đào hồng ra hoa, tháng 3 – tháng 4 năm 1888, Bảo tàng Van Gogh, Amsterdam (F404)
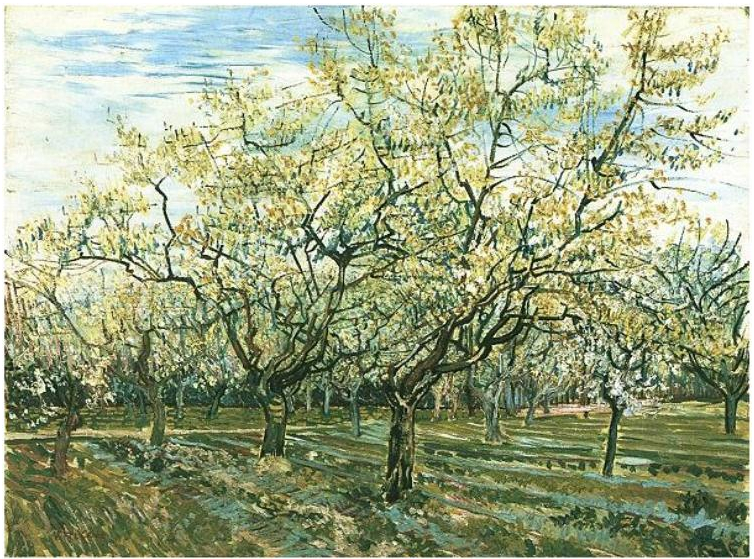
Vườn cây ra hoa trắng, tháng 4 năm 1888, Bảo tàng Van Gogh, Amsterdam (F403)